# 少典氏
少典氏，上古氏族，伏羲之子，燧人氏和華胥氏之孫，黃帝與炎帝皆出自此氏族。依現有歷史文獻，少典是有論據的華夏始祖。

## 起源
《史記》〈五帝本紀〉記載，黃帝為少典之子。司馬貞《索隱》認為，少典是一個諸侯氏族，非人名。
少典氏與有蟜氏通婚，黃帝、炎帝皆出身此氏族。